# 扎盧日扎 (利維夫區)
49°50′20″N 23°45′16″E / 49.83889°N 23.75444°E
扎盧日扎（羅馬化：Zaluzhzhia）是烏克蘭的村落，位於該國西部利沃夫州，由利維夫區負責管轄，始建於1427年，面積4.74平方公里，海拔高度290米，2025年人口32，人口密度每平方公里54.43人。